# لیکمونت پاینز (کالیفرنیا)
لیکمونت پاینز (به انگلیسی: Lakemont Pines) یک منطقهٔ مسکونی در ایالات متحده آمریکا است که در شهرستان کالاوراس، کالیفرنیا واقع شده‌است. لیکمونت پاینز ۱٬۱۵۴ متر بالاتر از سطح دریا واقع شده‌است.